# Мозирський повіт (Російська імперія)
Мозирський повіт — історична адміністративно-територіальна одиниця у складі Мінського намісництва, Мінської губернії та Білоруської РСР, яка існувала у 1793–1924 роках. Центр — повітове місто Мозир.

## Адміністративний поділ
1913 року в повіті було 23 волості: Буйновицька, Березівська, Грабовська, Дяковицька, Житковицька, Каролінська, Комаровицька, Копаткевицька, Лаховська, Лельчицька, Ленінська, Лучицька, Лясковицька, Мелешковицька, Михалковська, Петриковська, Скородненська, Слободо-Скригаловська, Тонезька, Туровська, Хорська, Чучовицька та Мозир (місто) із хутором Солов'ївка, передмістями Кимбаровка та Телепуни і Седельницьким Перевозом.

## Історія
Вперше повіт утворено 1566 року у складі Київського воєводства ВКЛ. 1569 року повіт відійшов до Мінського воєводства.
Вдруге повіт утворено у складі Мінської губернії Російської імперії 1793 року після 2-го розділу Речі Посполитої. З 1795 до 1796 року належав до Мінського намісництва.
1920 року 5 волостей західної частини повіту (Березівська, Лаховська, Ленінська, Хорська, Чучовицька) відійшли до Польщі. Березовська та Хорська волості увійшли до складу Столінського повіту, Лаховська, Ленінська та Чучовицька волості увійшли до складу Лунинецького повіту і були перейменовані на ґміни.
1921 року Мінська губернія була ліквідована й повіт перейшов у пряме підпорядкування Білоруської РСР.
1924 року повіт було ліквідовано.
Більша частина території колишнього Мозирського повіту входить до складу Берестейської та Гомельської областей Білорусі, територія колишньої Березівської волості — до складу Рівненської області України.

## Населення
За даними етнографічної експедиції 1869—1870 років під керівництвом Павла Чубинського, значну частину населення повіту становили українці.
За працею російського військового статистика Олександра Ріттіха «Племенной состав контингентов русской армии и мужского населения Европейской России» 1875 року частка українців серед чоловіків призовного віку Мозирського повіту становила 10,6 %, білорусів — 74,3 %, євреїв — 9,1 %, поляків — 5,7 %, німців — 0,08 %, росіян — 0,03 %.
За даними перепису 1897 року в повіті мешкало 181 161 особа. За національним складом: білоруси — 79,5 %; євреї — 16,3 %; поляки — 2,1 %; росіяни — 1,5 %. У повітовому місті Мозир проживало 8076 осіб